# Thuận An
Thuận An est une ville située dans la province de Bình Dương au Vietnam.

## Géographie
Elle est située à environ 18 kilomètres au nord-est du centre de Ho Chi Minh-Ville. Au 3 novembre 2021, la ville comptait 618 984 habitants. La commune s'étend sur 83,7 km2. Le centre de la ville, nommé Lái Thiêu, est célèbre pour sa céramique et ses fruits.

## Histoire
En août 1883, la ville est bombardée lors de la campagne du Tonkin par la flotte de l'amiral Amédée Courbet. Émile Parrayon commande le corps de débarquement et est le premier à entrer dans le fort.
Dans la ville se déroule le 6 septembre 2022 un incendie qui fait 33 victimes. Certains survivants ont sauté du deuxième et troisième étages. C'est l'un des incendies les plus meurtriers de l'histoire vietnamienne moderne.